# 鯨魚座DK
鯨魚座DK，也稱為HD 12039，距離地球135 ly（41 pc），是位於星座鯨魚座的一顆變星。因為表面磁活動與恆星自轉耦合引起的光度變化，它被歸類為天龍座BY型變星。它與太陽相似，恆星分類為G4V，表明這是一顆主序星恆星，通過氫的核融合在其核心產生能量。表面有效溫度 5,585K，使恆星呈現黃色。它的質量與太陽差不多，但只發出太陽89%的光度。這是一顆年輕的恆星，年齡估計在750萬至800萬年之間 to 30 million years.。
2006年，利用史匹哲太空望遠鏡的紅外觀測，在這顆恆星周圍的軌道上發現了一個碎片場。這些碎片被認為是一個小行星帶，碎片的量測溫度為110 K，這使其位於距離恒星4到6AU之間的軌道上，或者與木星繞太陽運行的距離大致相同。這個岩屑盤可能是由一個直徑100公里的星子在碰撞中破裂形成的。該恆星系統在70μm處沒有顯示出任何過量發射，這表明它沒有一個冷的外部塵埃盤。
這顆恆星被檢查是否存在一顆質量在2-10木星質量範圍內、軌道距離為3-15.5AU的太陽系外行星。然而，在2007年，很可能發現了一顆近距離的恆星伴星。此對象與主對象相隔0.15弧秒，因此不太可能是背景天體。
這顆恆星已被提議為杜鵑-時鐘座星協（Tuc-Hor）的成員，這是一個在太空中有共同運動的年輕恆星流。這個星協已有3,000萬年的年齡。 這顆恆星的空間速度分量是[U, V, W] = [−0.6, −16.3, 5.0] km/s。它圍繞銀河系運行，軌道離心率為0.06，與星系核心的距離在7.11−8.01 kpc之間變化。其軌道的傾斜使其高出銀河系平面90秒差距

## 外部連結
- . Jet Propulsion Laboratory/Space Science Institute. December 14, 2005  [2011-01-24]. （原始内容存档于2017-08-17）.